# 也速該
也速該（1133年—1171年），孛兒只斤氏，蒙古部酋长，蒙兀国末任汗王。被尊称也速该·把阿秃儿。
他是合不勒汗之孙，八哩丹之子，诃额仑的第二个丈夫（第一个是赤列都），成吉思汗的父親。俺巴孩的從孫。鐵木真九岁时，也速该被塔塔儿人下毒暗算，中毒而死。
至元三年（1266年），元世祖忽必烈追尊也速该为皇帝，为他上庙号烈祖，諡號神元皇帝。

## 家庭

### 父母兄弟
父母
- 父亲：八哩丹，乞颜部的首领

兄弟
也速该四兄弟中排行第三，有两兄一弟
- 大哥：忙格秃乞颜
- 二哥：捏坤太石
- 四弟：答里台斡惕赤斤

### 妻妾子女
妻妾
- 正妻訶額侖，也稱月倫，1206年大蒙古国建立，訶額侖被成吉思汗尊为皇太后，1266年元世祖忽必烈为訶額侖上谥号宣懿皇后
- 偏妃速赤格勒

儿子
- 长子鐵木真，即成吉思汗，訶額侖所生
- 次子合撒兒，訶額侖所生
- 三子合赤溫，訶額侖所生
- 四子帖木格，訶額侖所生

- 庶子別克帖兒，速赤格勒所生
- 庶子別里古台，速赤格勒所生

女儿
- 昌国公主帖木侖，訶額侖所生，嫁孛秃

## 影視形象

### 電視劇
| 年份   | 地區 | 作品         | 演員 |
| 2004年 | 中國 | 《成吉思汗》 | 巴森 |

## 參閱
- 成吉思汗
- 俺巴孩

## 延伸阅读
[在维基数据编辑]
 《新元史/卷105》，出自柯劭忞《新元史》
 在维基共享资源阅览影像